# Walter Avogadri
Walter Avogadri (Covo, 27 de enero de 1948) es un deportista italiano que compitió en ciclismo en la modalidad de pista. Ganó una medalla de bronce en el Campeonato Mundial de Ciclismo en Pista de 1976, en la prueba de medio fondo.

## Medallero internacional
| Campeonato Mundial | Campeonato Mundial          | Campeonato Mundial | Campeonato Mundial |
| Año                | Lugar                       | Medalla            | Competición        |
| ------------------ | --------------------------- | ------------------ | ------------------ |
| 1976               | Monteroni di Lecce (Italia) | Medalla de bronce  | Medio fondo (P)    |